# 宝家利二郎
宝家 利二郎（たからや としじろう、1933年9月27日 - ）は、落語協会に所属する太神楽曲芸師。本名∶荻原 利夫。

## 経歴
- 1947年∶父である宝家楽三郎に入門。
- 1952年∶父と兄である宝家竹二郎と3人でキッチントリオを結成。
- 1966年∶キッチントリオ解散。
- 1969年∶14ヶ月間、南米各地を巡業する。